# Park Bronowicki
Park Bronowicki (dawniej Park Foksal) – XIX-wieczny park w Lublinie, położony w dzielnicy Bronowice, od której bierze swą nazwę. Jego granice wyznaczają od południa ul. Fabryczna, od zachodu ul. Łęczyńska lub równoległa do niej Podlaska, od północy zabudowania przy ul. Bronowickiej i Chełmskiej oraz od zachodu ul. Bronowicka i rzeka Czerniejówka. Dawniej na zachodnim i północnym krańcu sięgał jeszcze dalej, co ograniczył rozwój zabudowy w XIX (ulice, linie kolejowe, rzeźnia) i XX wieku (m.in. centrum handlowe „Gala”).
Początkowe projekty Feliksa Bieczyńskiego (projektanta m.in. lubelskiego Ogrodu Saskiego) zakładały usytuowanie parku u zbiegu ulic 1 maja i Fabrycznej i nazwanie go „Foksal”. Już w 1856 roku zwrócił się on do władz gubernialnych o pozwolenie na budowę parku wzdłuż Bystrzycy dla robotników, ale plany porzucono ze względów finansowych. Projekt Bieczyńskiego dla M. Kośmińskiego, lokalnego pułkownika (według innych źródeł samego Kośmińskiego) złożono w 1860; przewidywał powierzchnię 11 morgów. Park Foksal został ostatecznie założony w 1869 przez dzierżawcę bronowickiego folwarku, Edwarda Chróścielewskiego. W 1875 roku tereny te nabyło miasto, które zleciło Aleksandrowi Zwierzchowskiemu, by ten przeorganizował park na potrzeby publiczne. Do końca XIX w. miejsce to cieszyło się popularnością wśród mieszkańców Lublina. Funkcjonowały tam pijalnia wód mineralnych, wypożyczalnia szczudeł, tor jazdy na wrotkach. Chętnie odwiedzały go miejskie elity, tj. urzędnicy, rzemieślnicy. Jego powodzenie spadło po wybudowaniu w 1894 w bezpośrednim sąsiedztwie rzeźni. W 1905 roku właścicielem parku stał się Komitet Trzeźwości. W 1910 roku architekt Z. Kisielewski na wniosek miasta sporządził plan rewitalizacji parku, którego nie wprowadzono w życie. W latach 1908–1915 na terenie parku zlokalizowana była scena teatralna, wykorzystywana przez Towarzystwa, m.in. Trzeźwość, Przyszłość, Harmonia, Macierz Szkolna. Rozebrano ją z powodu zniszczeń poczynionych przez stacjonujących tam żołnierzy.
Po likwidacji rzeźni w latach 20. kolejnego wieku próbowano przywrócić Park Bronowicki do życia, m.in. poprzez wybudowanie miejskiej łaźni według projektu Bohdana Kelles-Krauzego (obecnie w rękach prywatnych). Miejsce nie odzyskało jednak dawnej popularności i zmniejszyła się jego powierzchnia. Park uległ zniszczeniu pod wpływem huraganu, który przeszedł nad Lublinem i okolicami 20 lipca 1931 roku. Porywisty wiatr połamał drzewa i krzewy w parku, a nowe nasadzenia po raz kolejny zmieniły układ kompozycyjny. Cztery lata później w ramach parku otworzono część dla dzieci. Bardzo duże zniszczenia zostały w nim poczynione podczas II wojny światowej.
Od 19 listopada 1982 roku założenie parkowe wpisane jest do rejestru zabytków województwa lubelskiego pod numerem A/848. Obecnie park stracił część walorów ze względu na duże natężenie ruchu kołowego na ulicy położonych w bezpośrednim sąsiedztwie. Na jego terenie stoi dziś miejska toaleta, a w pobliżu leżą m.in. centrum handlowe, zajazd Lwów oraz domy mieszkalne. Ogród pełni funkcje głównie komunikacyjne, czasem spacerowe, ale stracił swe dawne przeznaczenie. Naprzeciw parku stoi od 1938 roku kościół św. Michała Archanioła.